# Krimibestenliste
Die Krimibestenliste (von 2005 bis 2010: KrimiWelt-Bestenliste, von 2010 bis 2016: KrimiZEIT-Bestenliste) präsentiert monatlich eine Auswahl der zehn besten Kriminalromane, die im deutschsprachigen Raum erschienen sind. Jeweils zu Anfang des Monats präsentieren die herausgebenden Medien eine Liste mit zehn Kriminalromanen, die von einer achtzehnköpfigen Jury aus Literaturkritikern und Krimispezialisten Deutschlands, Österreichs und der Schweiz aufgestellt wird. Die Krimibestenliste ist weltweit die einzige regelmäßig erscheinende Best-of-Auswahl von Kriminalromanen, die von einer Jury erstellt wird, die ausschließlich aus Literaturkritikern besteht.
Für die Auswahl der zehn besten Kriminalromane des Monats gelten folgende Regeln: „Einmal im Monat benennt jedes Jury-Mitglied vier aktuelle Kriminalromane und bewertet sie mit 7, 5, 3 oder 1 Punkten. Neben der Gesamtpunktzahl pro Titel wird berücksichtigt, wie viele Kritiker in einer Abstimmungsrunde für dasselbe Buch votiert haben. Jeder Kritiker darf insgesamt drei mal für das gleiche Buch stimmen. Voten für Bücher, an deren Produktion oder kommerzieller Verbreitung der Kritiker beteiligt ist, sind ausgeschlossen. Zwischen Kriminalromanen in der Originalsprache Deutsch und Übersetzungen wird kein Unterschied gemacht.“
Die Krimibestenliste hatte seit ihrer Gründung im April 2005 wechselnde Herausgeber aus dem Print- und aus dem Hörfunkbereich: Gegründet wurde sie von den Medien Die Welt, arte und Nordwestradio. 2010 schied die Tageszeitung Die Welt aus, von 2011 bis 2016 war die Wochenzeitung Die Zeit, von 2017 bis 2020 die Frankfurter Allgemeine Print-Herausgeber. 2012 schied arte, 2016 das Nordwestradio aus der Gruppe der Herausgeber aus; 2017 kam der Sender Deutschlandfunk Kultur hinzu und ist seit Januar 2021 einziger Herausgeber. Die Krimibestenliste wird online von verschiedenen Bookshops, und u. a. von culturmag.de und buchmarkt.de abgebildet.
Als Vorbild für die Ermittlung der Krimibestenliste diente die SWR-Bestenliste für allgemeine belletristische Literatur. Erfinder und Jurysprecher der Krimibestenliste ist der Literaturkritiker und Krimispezialist Tobias Gohlis.

## Jahres-Bestenliste
Jeweils am Jahresende wird von der Jury der Krimibestenliste zusätzlich eine Jahresbestenliste mit zehn Kriminalromanen erstellt. Die danach besten Krimis des Jahres waren bisher:
- 2005 David Peace: 1974
  - Weitere Platzierungen: 2. Leonardo Padura: Das Meer der Illusionen | 3. Fred Vargas: Der vierzehnte Stein | 4. Arne Dahl: Tiefer Schmerz | 5. Ian Rankin: So soll er sterben | 6. Elisabeth Herrmann: Das Kindermädchen | 7. Heinrich Steinfest: Der Umfang der Hölle | 8. P. J. Tracy: Der Köder | 9. Reggie Nadelson: Russische Verwandte | 10. Leonardo Padura: Labyrinth der Masken
- 2006 Robert Littell: Die kalte Legende
  - Weitere Platzierungen: 2. Oliver Bottini: Im Sommer der Mörder | 3. Andrea Maria Schenkel: Tannöd | 4. Paulus Hochgatterer: Die Süße des Lebens | 5. Pete Dexter: Train | 6. Michael Robotham: Amnesie | 7. Arne Dahl: Rosenrot | 8. John le Carré: Geheime Melodie | 9. David Peace: 1977 | 10. Friedrich Ani: Idylle der Hyänen
- 2007 James Sallis: Driver
  - Weitere Platzierungen: 2. Matti Rönkä: Der Grenzgänger | 3. Fred Vargas: Die dritte Jungfrau | 4. Peter Temple: Kalter August | 5. Heinrich Steinfest: Die feine Nase der Lilli Steinbeck | 6. Astrid Paprotta: Feuertod | 7. Massimo Carlotto: Arrivederci amore, ciao | 8. John Harvey: Schrei nicht so laut | 9. Ian Rankin: Im Namen der Toten | 10. Andrea Maria Schenkel: Kalteis
- 2008 Richard Stark: Fragen Sie den Papagei
  - Weitere Platzierungen: 2. Martin Cruz Smith: Stalins Geist | 3. Heinrich Steinfest: Mariaschwarz | 4. Peter Temple: Shooting Star | 5. Leonardo Padura: Der Nebel von gestern | 6. Jerome Charyn: Citizen Sidel | 7. Robert Littell: Die Söhne Abrahams | 8. Tom Rob Smith: Kind 44 | 9. Jenny Siler: Portugiesische Eröffnung | 10. Jean-François Vilar: Die Verschwundenen
- 2009 Roger Smith: Kap der Finsternis
  - Weitere Platzierungen: 2. Fred Vargas: Der verbotene Ort | 3. David Peace: Tokio im Jahr Null | 4. Wolf Haas: Der Brenner und der liebe Gott | 5. Don Winslow: Frankie Machine | 6. Friedrich Ani: Totsein verjährt nicht | 7. Tana French: Totengleich | 8. Richard Stark: Keiner rennt für immer | 9. Pete Dexter: Paris Trout | 10. James Sallis: Dunkle Schuld
- 2010 Don Winslow: Tage der Toten
  - Weitere Platzierungen: 2. Richard Price: Cash | 3. Dominique Manotti: Letzte Schicht | 4. Pete Dexter: God’s Pocket | 5. James Ellroy: Blut will fließen | 6. Josh Bazell: Schneller als der Tod | 7. David Peace: Tokio, besetzte Stadt | 8. Nii Parkes: Die Spur des Bienenfressers | 9. Roger Smith: Blutiges Erwachen | 10. Thomas Willmann: Das finstere Tal
- 2011 Dominique Manotti: Roter Glamour
  - Weitere Platzierungen: 2. Friedrich Ani: Süden | 3. Kate Atkinson: Das vergessene Kind | 4. Peter Temple: Wahrheit | 5. Daniel Woodrell: Winters Knochen | 6. Deon Meyer: Rote Spur | 7. Giancarlo De Cataldo: Schmutzige Hände | 8. James Sallis: Der Killer stirbt | 9. Norbert Horst: Splitter im Auge | 10. Jan Costin Wagner: Das Licht in einem dunklen Haus
- 2012 Fred Vargas: Die Nacht des Zorns
  - Weitere Platzierungen: 2. Helon Habila: Öl auf Wasser | 3. Donald Ray Pollock: Das Handwerk des Teufels | 4. Peter Temple: Tage des Bösen | 5. Sara Gran: Die Stadt der Toten: Ein Fall für die beste Ermittlerin der Welt | 6. Friedrich Ani: Süden und das heimliche Leben | 7. Merle Kröger: Grenzfall | 8. Mike Nicol: payback | 9. Tana French: Schattenstill | 10. Robert Littell: Philby. Portrait des Spions als junger Mann
- 2013 Patrícia Melo: Leichendieb
  - Weitere Platzierungen: 2. Friedrich Ani: M | 3. Warren Ellis: Gun Machine| 4. Jerome Charyn: Unter dem Auge Gottes | 5. Sara Gran: Das Ende der Welt | 6. Lavie Tidhar: Osama | 7. John le Carré: Empfindliche Wahrheit | 8. Mike Nicol: Killer Country  | 9. Daniel Suarez: Kill Decision | 10. Don Winslow: Kings of Cool
- 2014 James Lee Burke: Regengötter
  - Weitere Platzierungen: 2. Liza Cody: Lady Bag | 3. Oliver Bottini: Ein paar Tage Licht | 4. Mike Nicol: Black Heart | 5. Franz Dobler: Ein Bulle im Zug | 6. Tom Hillenbrand: Drohnenland | 7. Orkun Ertener: Lebt | 8. David Peace: GB84 | 9. Sascha Arango: Die Wahrheit und andere Lügen | 10. Karim Miské: Entfliehen kannst Du nie
- 2015 Merle Kröger: Havarie
  - Weitere Platzierungen: 2. Friedrich Ani: Der namenlose Tag | 3. Fred Vargas: Das barmherzige Fallbeil | 4. James Lee Burke: Glut und Asche | 5. William McIlvanney: Fremde Treue | 6. Antonio Ortuño: Die Verbrannten | 7. Carol O’Connell: Kreidemädchen | 8. Richard Price: Die Unantastbaren | 9. Yu-jeong Jeong: Sieben Jahre Nacht | 10. James Ellroy: Perfidia
- 2016 Garry Disher: Bitter Wash Road
  - Weitere Platzierungen: 2. Simone Buchholz: Blaue Nacht | 3. Max Annas: Die Mauer | 4. Liza Cody: Miss Terry | 5. Franz Dobler: Ein Schlag ins Gesicht | 6. Dominique Manotti: Schwarzes Gold | 7. Andreas Pflüger: Endgültig | 8. James Grady: Die letzten Tage des Condor | 9. Malla Nunn: Tal des Schweigens | 10. Giancarlo De Cataldo/Carlo Bonini: Die Nacht von Rom
- 2017 Oliver Bottini: Der Tod in den stillen Winkeln des Lebens
  - Weitere Platzierungen: 2. Graeme Macrae Burnet: Sein blutiges Projekt | 3. John le Carré: Das Vermächtnis der Spione | 4. Jerome Charyn: Winterwarnung | 5. Liza Cody: Miss Terry | 6. Tom Franklin: Smonk | 7. Monika Geier: Alles so hell da vorn | 8. Carsten Jensen: Der erste Stein | 9. Andreas Pflüger: Niemals | 10. Iori Fujiwara: Der Sonnenschirm des Terroristen
- 2018 Hideo Yokoyama: 64
  - Weitere Platzierungen: 2. Denise Mina: Blut Salz Wasser | 3. Aidan Truhen: Fuck You Very Much | 4. Matthias Wittekindt: Die Tankstelle von Courcelles | 5. Lisa McInerney: Glorreiche Ketzereien | 6. Tom Hillenbrand: Hologrammatica | 7. Tom Franklin: Krumme Type, krumme Type | 8. Mike Nicol: Korrupt | 9. Adrian McKinty: Dirty Cops | 10. Giorgio Scerbanenco: Die Verratenen
- 2021 Merle Kröger: Die Experten
  - Weitere Platzierungen: 2. Tana French: Der Sucher | 3. David Peace: Tokio, neue Stadt | 4. Colin Niel: Nur die Tiere | 5. Elizabeth Wetmore: Wir sind dieser Staub | 6. Johannes Groschupf: Berlin Heat | 7. Garry Disher: Moder | 8. Viet Thanh Nguyen: Die Idealisten | 9. Patrícia Melo: Gestapelte Frauen | 10. Samantha Harvey: Westwind[3]
- 2022 Riku Ond: Die Aosawa-Morde
  - Weitere Platzierungen: 2. Sybille Ruge: Davenport 160 x 90  | 3. Christoffer Carlsson: Was ans Licht kommt | 4. Åsa Larsson: Wer ohne Sünde ist | 5. Jacob Ross: Die Knochenleser | 6. Oliver Bottini: Noch einmal sterben | 7. Andrej Kurkow: Samson und Nadjeschda | 8. Johannes Groschupf: Die Stunde der Hyänen | 9. Cherie Jones:  Wie die einarmige Schwester das Haus fegt | 10. Dror Mishani: Vertrauen

## Jury
(Stand: April 2023)
- Tobias Gohlis, Begründer der Krimibestenliste, Sprecher der Jury, Kolumnist Die Zeit, DeKrPr[4]
- Volker Albers, Hamburger Abendblatt, DeKrPr[4]
- Andreas Ammer, Druckfrisch, BR, DeKrPr[4]
- Gunter Blank, Rolling Stone
- Katrin Doerksen faz.net, Kino-Zeit
- Hanspeter Eggenberger, Krimikritik
- Fritz Göttler, Süddeutsche Zeitung
- Jutta Günther, Kritikerin
- Sonja Hartl, zeilenkino.de, Crimemag, Deutschlandfunk Kultur
- Hannes Hintermeier, Frankfurter Allgemeine Zeitung
- Kolja Mensing, Deutschlandfunk Kultur
- Marcus Müntefering, Der Spiegel
- Ulrich Noller, WDR, SWR Deutsche Welle, Deutschlandfunk DeKrPr[4]
- Frank Rumpel, SWR
- Ingeborg Sperl, Der Standard
- Sylvia Staude, Frankfurter Rundschau, DeKrPr[4]
- Jochen Vogt, NRZ, WAZ